# قرار مجلس الأمن التابع للأمم المتحدة رقم 332
قرار مجلس الأمن التابع للأمم المتحدة رقم 332، الذي اعتمد في 21 أبريل 1973، بعد شكوى تقدم بها ممثل من لبنان، أعرب المجلس عن حزنه على الخسارة المأساوية في حياة المدنيين في أحدث هجوم عسكري من قبل إسرائيل. أدان المجلس استمرار إسرائيل في انتهاك القانون الدولي ودعا إسرائيل إلى الكف فوراً.
اعتمد القرار بأغلبية 11 صوتاً مقابل لا شيء وامتناع أربعة عن التصويت من جمهورية الصين الشعبية، غينيا، الاتحاد السوفيتي و‌الولايات المتحدة.